# Medalha Simão Mathias
A Medalha Simão Mathias é uma condecoração outorgada pela Sociedade Brasileira de Química. Tem como propósito homenagear personalidades que se destacaram por suas contribuições expressivas para a Química no Brasil ou que tenham realizado importantes contribuições à Sociedade Brasileira de Química.
Foi instituída em 1997, quando foram outorgadas doze medalhas. A instituição possui o hábito de agraciar com a Medalha Simão Mathias o conferencista responsável pela abertura anual de suas reuniões.